# Willem Koekkoek

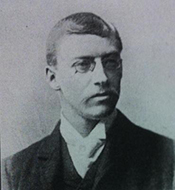
Willem Koekkoek

Willem Koekkoek (* 3. Januar 1839 in Amsterdam, Königreich der Niederlande; † 29. Januar 1895 in Nieuwer-Amstel (heute Amstelveen), Königreich der Niederlande) war ein niederländischer Landschafts- und Marinemaler.

## Leben
Willem Koekkoek stammte aus der holländischen Künstlerfamilie Koekkoek. Er war der zweite Sohn des Marinemalers Hermanus Koekkoek der Ältere und Enkel des Malers Johannes Hermanus Koekkoek. Seine Brüder waren Hermanus Koekkoek der Jüngere, Johannes Hermanus Barend Koekkoek und Hendrik Barend Koekkoek. Sein Vater folgte der Familientradition und führte seine Söhne in die Malerei ein. Koekkoek erhielt auch eine Ausbildung als Architekt, war als solcher aber nur kurz tätig.
Koekkoek malte von 1854 bis 1878 erst in Den Haag, dann bis 1880 in Nieuwer-Amstel und ab 1885 bis 1888 in London. 
Am 16. November 1866 heiratete Koekkoek Johanna Hermina. Ihrer Beziehung entstammen die Söhne Hermanus Willem Koekkoek (1867–1929) und Marinus Adrianus Koekkoek der Jüngere (1873–1944), die ihrerseits auch beide von ihrem Vater in Malerei unterwiesen wurden.

## Werke (Auswahl)
Wie sein Vater und seine Brüder ist Koekkoek für Landschaften, Marine- und Stadt- sowie Dorfansichten bekannt. Seine Gemälde zeigen sowohl Sommer- als auch Winterstimmungen.  

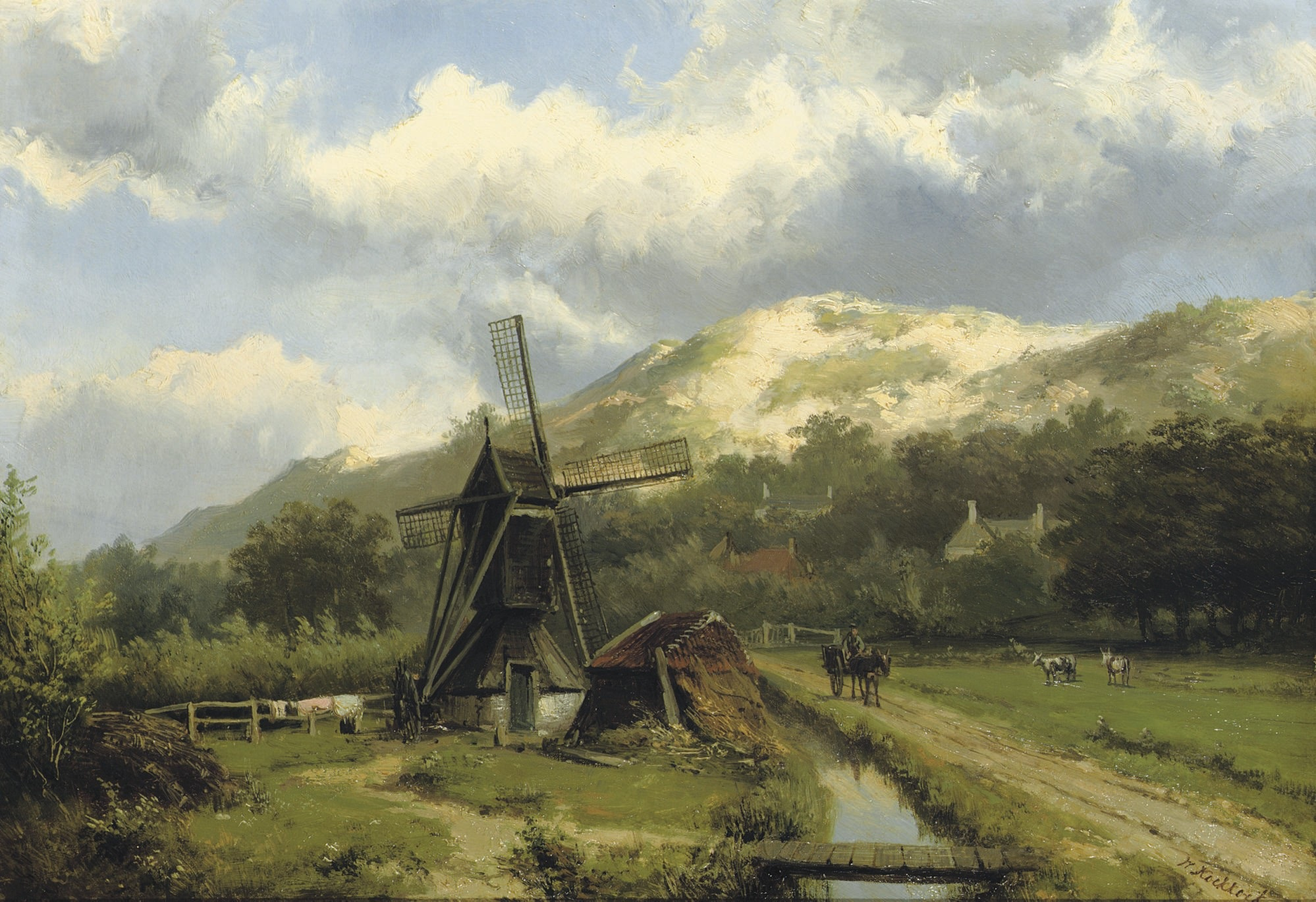
Windmühle in Dünenlandschaft, vor 1909
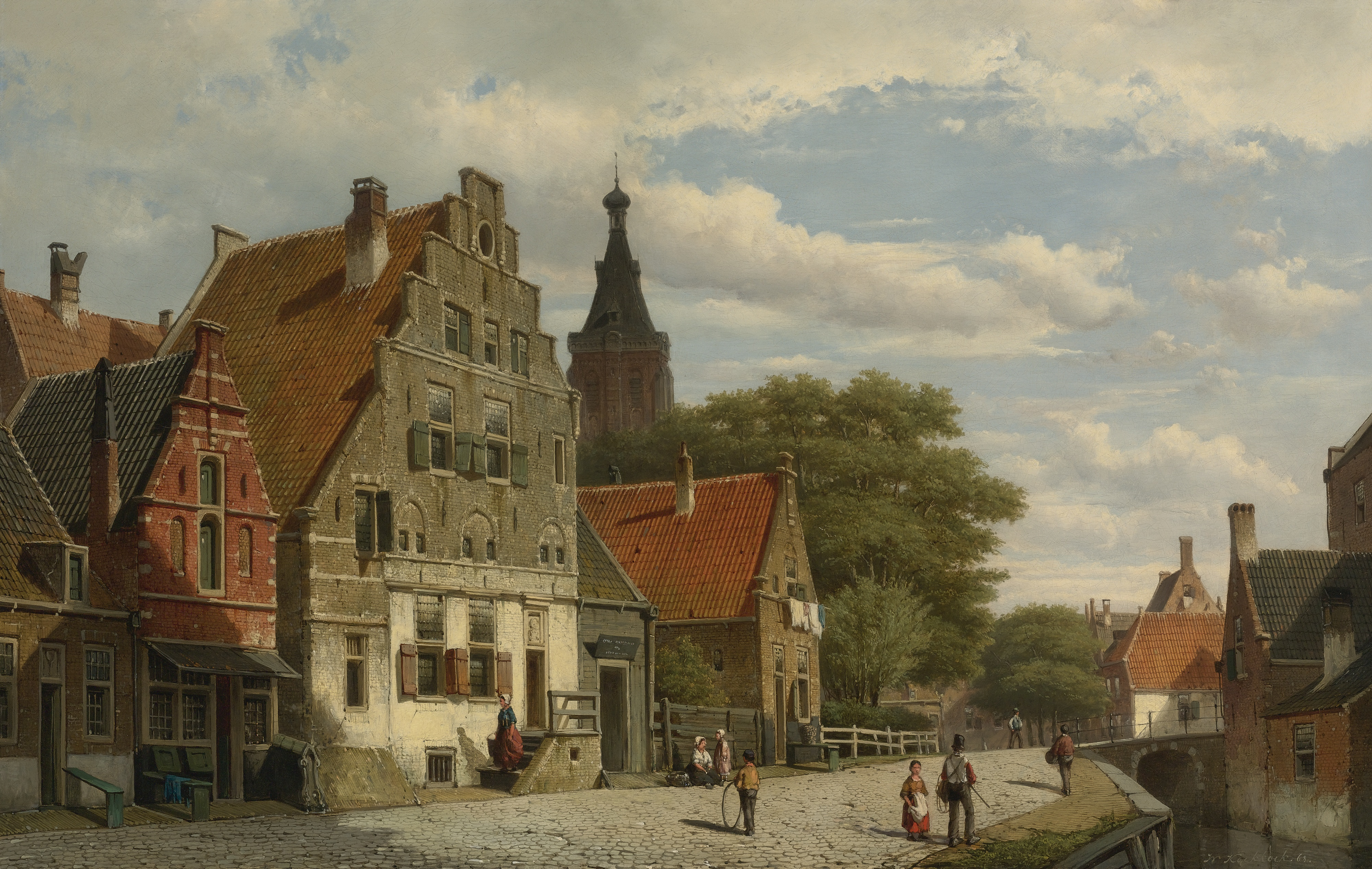
Kinder und Reisende entlang eines Kanals, 1868
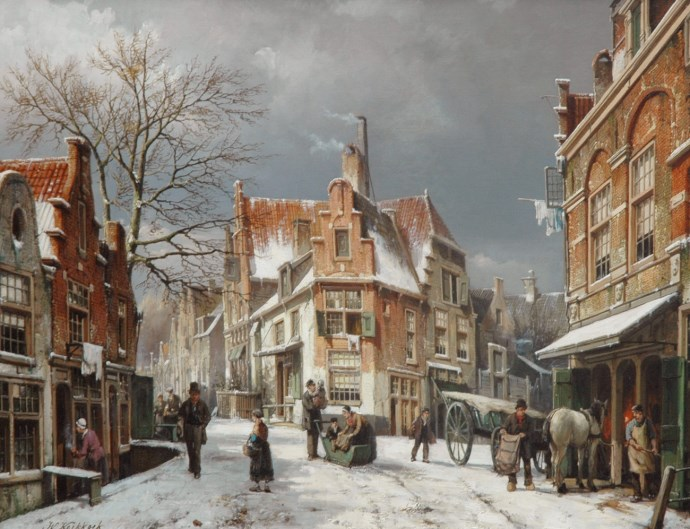
Winter in Enkhuizen, Ecke Dijk und Sint Jansstraat, 1892
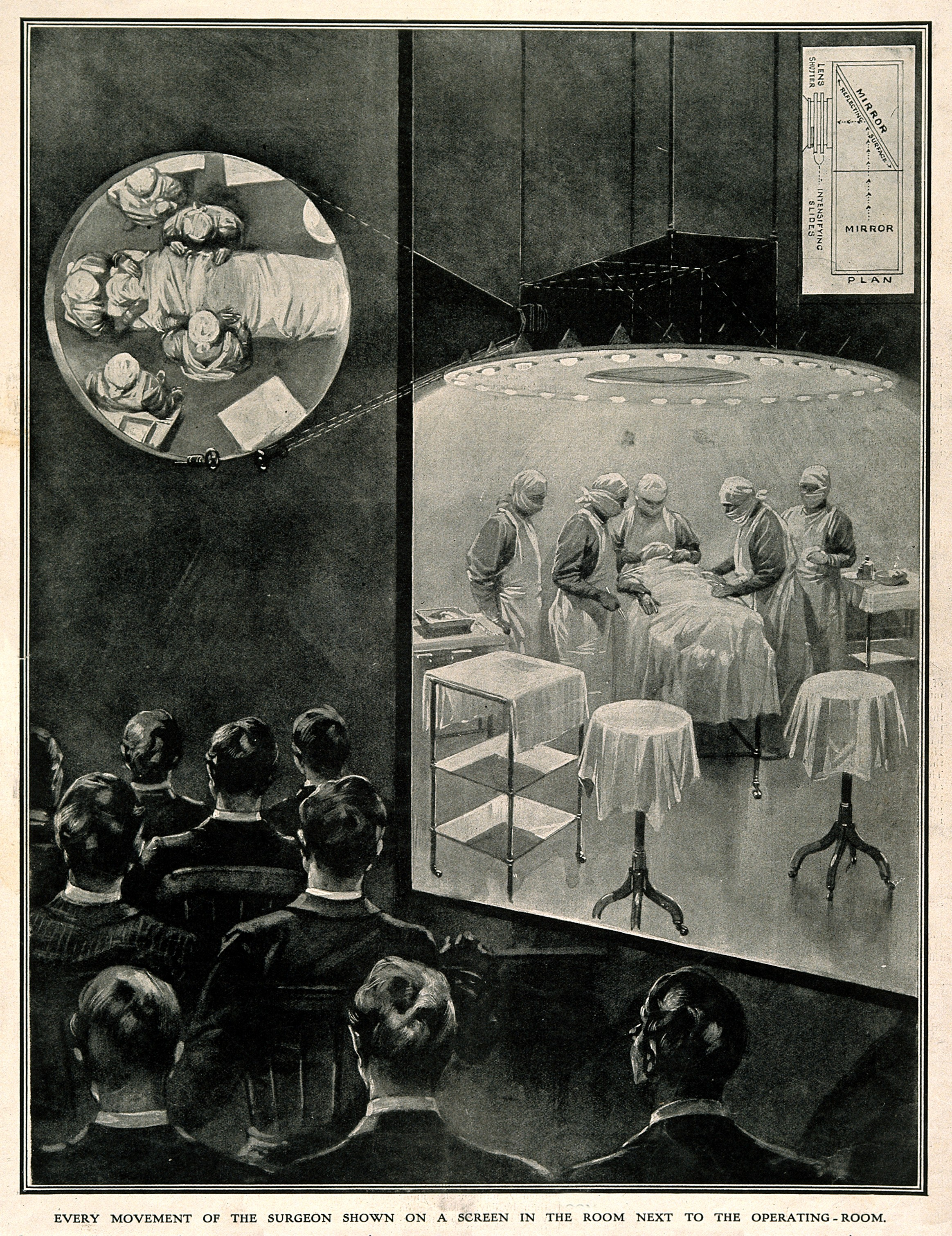
Medizinstudenten wohnen einer Operation bei, Autotypie nach einer Zeichnung Willem Koekkoeks, 1909

## Ausstellungen
- 1859, Leeuwarden[2]
- 1865–1894, jährliche Ausstellungen in der Rijksakademie van beeldende kunsten Amsterdam, der Koninklijke Academie van Beeldende Kunsten Den Haag sowie in der Willem de Kooning Academie Rotterdam. In dieser Zeit stellte er auch in privaten Galerien in London aus.[2]
- Einige von Koekkoeks Arbeiten werden heute im Amsterdam Museum, der Atkinson Art Gallery Collection in Southport, Vereinigtes Königreich, der UK Government Art Collection, im Montreal Museum of Fine Arts sowie in der National Gallery in London gezeigt.[2]